# Sali, Idlib
Sali, Idlib (tiếng Ả Rập: سلي) là một ngôi làng Syria nằm ở Jisr al-Shughur Nahiyah ở huyện Jisr al-Shughur, Idlib. Theo Cục Thống kê Trung ương Syria (CBS), Sali, Idlib có dân số 1516 trong cuộc điều tra dân số năm 2004.